# Silvio Rodríguez Domínguez
Silvio Rodríguez Domínguez   (San Antonio de los Baños, 29 de novembre de 1946) és un músic cubà, i un dels líders del moviment de la nueva trova cubana. És conegut per les seves lletres altament eloqüents i simbòliques. Moltes de les seves cançons han esdevingut clàssics de la música llatinoamericana, com Ojalá, Playa Girón, Unicornio i La maza. L'ambigüitat d'algunes de les seves cançons de crítica social ha aixecat les sospites del govern cubà i dels grups d'exiliats cubans als Estats Units en diverses ocasions.
En torn seu s'ha integrat una mena d'internacional de la cançó llatinoamericana de text, en la qual participen compositors i cantants de tot el continent, com Chico Buarque, de Brasil, Daniel Viglietti, d'Uruguai, Fito Páez, de l'Argentina o Jeanette Macari, de Mèxic.

## Biografia
Silvio Rodríguez Domínguez va néixer al barri de La Loma situat a San Antonio de los Baños, poble que pertanyia aleshores a l'Antiga província de L'Havana i que avui es troba a la Província d'Artemisia, a 26 quilòmetres al sud de l'Havana. Es va criar en una família camperola d'escassos recursos. El seu pare, Víctor Dagoberto Rodríguez Ortega, va ser un pagès agrícola que a la seva joventut va treballar com a tallador de diamants i després com a tapisser, fuster i ebenista; la seva mare, Argelia Domínguez León, a més a més de dedicar-se a la feina de casa, va compartir durant la seva adolescència un duet de cant amb la seva germana Orquídia Domínguez, amb la qual va participar en emissores de ràdio i esdeveniments culturals. La primera cançó que recorda haver escoltat de la seva mare és «El colibrí», de la tradició popular i que més endavant faria seva en diverses gires internacionals. Un dels seus oncles, Ramiro Domínguez, era músic de professió, i participava en l'agrupació de Jazz Band Mambí. Aquest ambient musical, iniciat per la seva àvia Maria León i el seu espòs Félix Domínguez, amants de la troba, va motivar el gust musical de Silvio des de la seva infantesa.
Des dels dos anys ja cantava per als amics del seu pare. Al cap de pocs anys va participar en el concurs musical Buscando una estrella per a l'avui desapareguda emissora radial cubana CMQ, i va ser invitat, en acabat, uns dies a un altre concurs musical infantil de la mencionada ràdio, aquesta vegada dirigit pel conegut locutor Germán Pinelli. En aquella ocasió Silvio va guanyar el primer lloc interpretant el bolero «Viajera».
Gràcies a una possibilitat d'un millor treball per al seu pare al negoci de la tapisseria, en complir cinc anys, Silvio es trasllada amb la seva família a l'Havana, un any després del naixement de la seva germana María de los Ángeles. A la capital va participar en un esdeveniment radial amb el tema «We are happy today», i va rebre del seu oncle Ramiro una conga, que seria el seu primer instrument musical, a través del qual imitaria els ritmes de Benny Moré i Orquestra Aragón.
El 1953, a l'edat de set anys i a començaments de la Revolució cubana, el seu pare el va inscriure al Conservatori La Milagrosa, on aconseguí cursar en només sis mesos tant el preparatori com el primer curs de piano, dictat per Margarita Pérez Picó. Malgrat l'entusiasme de la seva professora, Silvio va perdre l'interès i va abandonar les seves classes al cap de poc temps. Als nou anys i motivat pel seu pare, qui li llegia poemes de José Martí i Rubén Darío, entre d'altres, va començar a interessar-se per la literatura. Li va cridar l'atenció l'obra de tots dos poetes, a més a més del gènere de la ciència-ficció. Alguns anys més tard, l'obra El príncep, de Antoine de Saint-Exupéry, formaria part dels seus llibres favorits fins a la maduresa.
A l'edat de deu anys els seus pares es van divorciar i va tornar temporalment amb la seva mare i la seva germana al poble natal. Els dos anys que segueixen aquest esdeveniment quedarien més endavant immortalitzats en diverses cançons publicades entre 1969 i 1984, com ara «El Papalote» o «Me veo claramente». Tanmateix, el 1958 els seus pares es reconcilien i decideixen regressar a la capital, específicament al carrer San Miguel 530, al centre de la ciutat.

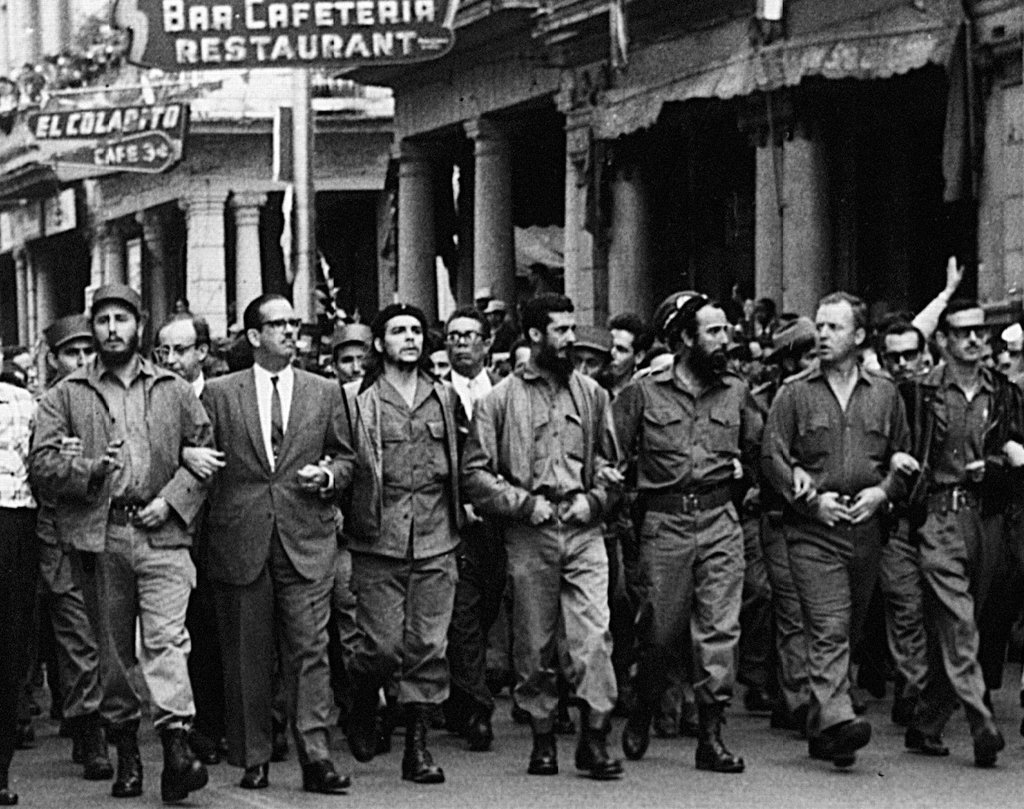
La vida de Silvio Rodríguez està marcada per la Revolució cubana. A la fotografia: Fidel Castro (esquerra) i el Che Guevara (centre), líders de la revolució, el 1960.

L'1 de gener de 1959, l'Exèrcit Rebel liderat per Fidel Castro acaba amb la dictadura de Fulgencio Batista, esdeveniment que marcaria la vida i obra musical del cantautor, i que es correspondria amb la transició de la seva infància a l'adolescència. Rodríguez, encara que viatjava llavors regularment cada cap de setmana al seu poble natal, es va inscriure a les Joventuts Socialistes de San Antonio de los Baños, i va ingressar l'any següent a l'Associació de Joves Rebels (AJR) creada pel Che Guevara. En paral·lel a la seva participació en l'AJR, Silvio va començar els seus estudis vespertins de batxillerat a l'escola Carlos J. Finlay, on faria amistat amb Vicente Feliú, un altre futur exposant de la Nova Poesia Cubana.
A l'any següent, immergits en una tensió social deguda a la nacionalització de les empreses per part de Cuba i el bloqueig comercial dels Estats Units, els seus pares van tornar a separar-se, aquesta vegada definitivament. Argelia, que aleshores treballava a casa com a perruquera, es va tornar a casar amb un home anomenat Rolando, i es va domiciliar al carrer Gervasio 456, molt a prop de Dagoberto. Per aquest temps Silvio va començar a interessar-se per la música clàssica.
El gener de 1961, Cuba trencà relacions diplomàtiques amb els Estats Units, liderat pel recentment electe president John F. Kennedy, qui autoritzà la CIA a envair el país. El 15 d'abril s'inicien els bombardejos a l'Havana, Santiago de Cuba i San Antonio de los Baños, ciutat on va regressar novament la família, instigats per la mare, i malgrat la negativa de Rodríguez, qui ja estava allistat en la milícia de la seva escola. El retorn a la seva ciutat natal va ser per a Silvio una ocasió d'assumir noves tasques i responsabilitats. Amb això va passar de l'adolescència a la joventut.

## Joventut
Un dels primers objectius socials de la Revolució cubana va ser disminuir dràsticament l'analfabetisme del país. En un any es va aconseguir disminuir la taxa des d'un 23.6% a un 3.9%. Silvio Rodríguez, encara menor d'edat, va participar com a col·laborador en les Brigades d'Alfabetització Conrado Benítez, a les muntanyes de l'Escambray. Allà va ajudar a impartir als camperols classes d'història, geografia, gramàtica, matemàtiques, a més a més d'explicar-los elements del nou règim, com ara la nova Reforma Agrària. El 1961 i només amb setze anys, en una d'aquestes campanyes, Rodríguez es va intoxicar amb una planta verinosa, patint cremades de segon grau, i havent per això, de regressar aL'Havana.

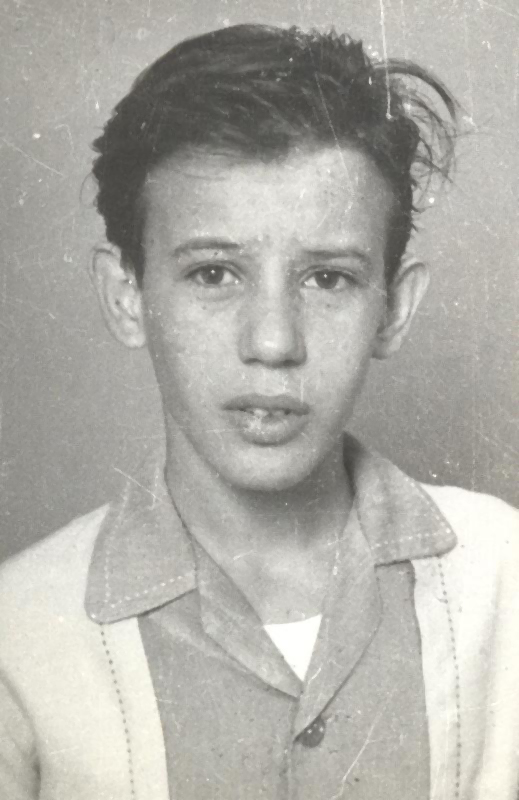
Fotografia de Silvio Rodríguez l'any 1962, per Virgilio Martínez pel semanari Mella.

Novament, a la capital, va conèixer els caricaturistes Virgilio Martínez i José Luis Posada de la revista comunista Mella, per a la qual va començar a col·laborar a començaments de 1962. Allà va conèixer els escriptors Víctor Casaus i Luis Rogelio Nogueras (Wichy el Rojo), els qui més tard escriurien un llibre sobre el qual es basaria el guió de la pel·lícula homònima Silvio: que levante la mano la guitarra, i es va iniciar en les obres de García Lorca, Neruda, [Guillén, Allan Poe i Whitman. A la revista Mella el futur cantautor es va fer conegut pel seu treball com a dibuixant en la sèrie El hueco, i va conèixer a més a més el seu col·lega Lázaro Fundora, guitarrista aficionat qui li va ensenyar a Silvio els seus primers acords en aquest instrument musical que seria clau per a la seva obra esdevenidora.
El 1963, junt amb el naixement de la seva segona germana, Anabell López, filla de la seva mare i Rolando, Rodríguez va iniciar estudis de pintura en l'Escola de San Alejandro, a l'Havana, i va reprendre les classes de piano que havia abandonat en la seva infantesa, aquesta vegada sota la supervisió d'Elvira Fabre Obregón.
A l'any següent i amb encara disset anys, va haver d'incorporar-se al servei obligatori (SMO) a les Forces Armades Revolucionàries, on coneixeria a Esteban Baños, company d'unitat que el va instruir en la guitarra. Va ser al campament militar de Managua on Silvio va compondre les seves primeres cançons, interpretant-les als seus companys de servei. Els seus primers temes, entre 1964 i 1965, van ser el bolero «Saudade» i «La cascada», totes dues dedicades a l'amor; «Atavismo», i després «Nuestra ciudad», «Es sed», «Te vas» i «La otra presencia». El seu interès per la Cançó protesta vindria poc després. Paral·lelament, treballava com a dibuixant a la secció de divulgació «Art i Ciència» de la revista Venceremos de la Secció Política de l'Exèrcit de l'Occident, atès que va deixar el 1965 per traslladar-se a la revista Verde Olivo, on es quedaria fins al final del servei, treballant en ella durant el dia i permetent-se estudis autodidactes de guitarra a les nits.
L'any 1967, just abans d'acabar el servei, va guanyar la primera menció del concurs literari de la FAR amb el seu llibre de poemes Horadado Cuaderno No. 1. Una vegada acabada aquesta etapa, Silvio comença la seva prolífica carrera musical.

## Carrera musical

### Carrera televisiva
El debut musical de Rodríguez cap al públic general es va efectuar dimarts 13 de juny de 1967 al programa de televisió «Música y estrellas», al qual va assistir com invitat del seu conductor musical Mario Romeu. En la mencionada ocasió Silvio va interpretar els seus temes «Es sed», «Sueño del colgado y la tierra» i «Quédate». Aquesta última cançó n'apareixeria molt més endavant en el seu àlbum Expedició, de l'any 2002.

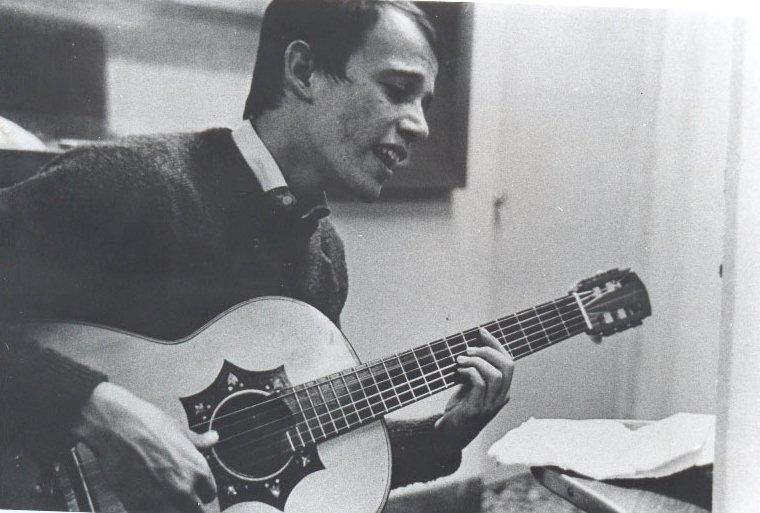
Fotografia del cantautor per la revista Cuba, el 1968.

Entre novembre de 1967 i mitjans de 1968, va treballar com a conductor del programa de televisió Mientras tanto, transmès els dissabtes a la nit i nomenat així per la seva cançó homònima. El programa reunia artistes plàstics, escriptors, cineastes i músics consagrats i incipients. Per aquest programa van passar Bola de Nieve, Omara Portuondo i Elena Burke, entre d'altres, i a més a més li va permetre conèixer a Pablo Milanés i Noel Nicola. El programa finalitzava amb la seva cançó «Y nada más», que apareixeria en el seu àlbum Mujeres de 1978. A aquest període pertanyen les seves cançons «¿Por qué?» i «La leyenda del águila», cançons protesta escrites en acabat la mort del Che Guevara el 1967. També d'aquesta època són les seves cançons «Ay de mí», «Debajo del cañón», «Déjame regresar», «En busca del tiempo perdido», «En ti», «Graciela», «Grita más», «Hay un grupo que dice», «Los funerales del insecto», «María», «Muerto», «Oye», «Quién va a pensar en algo más», «Si se va la esperanza», «Tema de la adolescencia», «Tengo que estar en ti», «Treinta años», «Tu beso» i «Y anoche», algunes de les quals estaven dedicades a Emilia, considerada pel mateix cantautor com el seu primer amor important.
El mateix Silvio va afirmar que sempre ha sentit un cert pànic cap a les llums i les càmeres. Tanmateix, malgrat el seu notori nerviosisme com a conductor televisiu, el seu programa va aconseguir una notable recepció per part del públic.

### La Nueva Trova Cubana

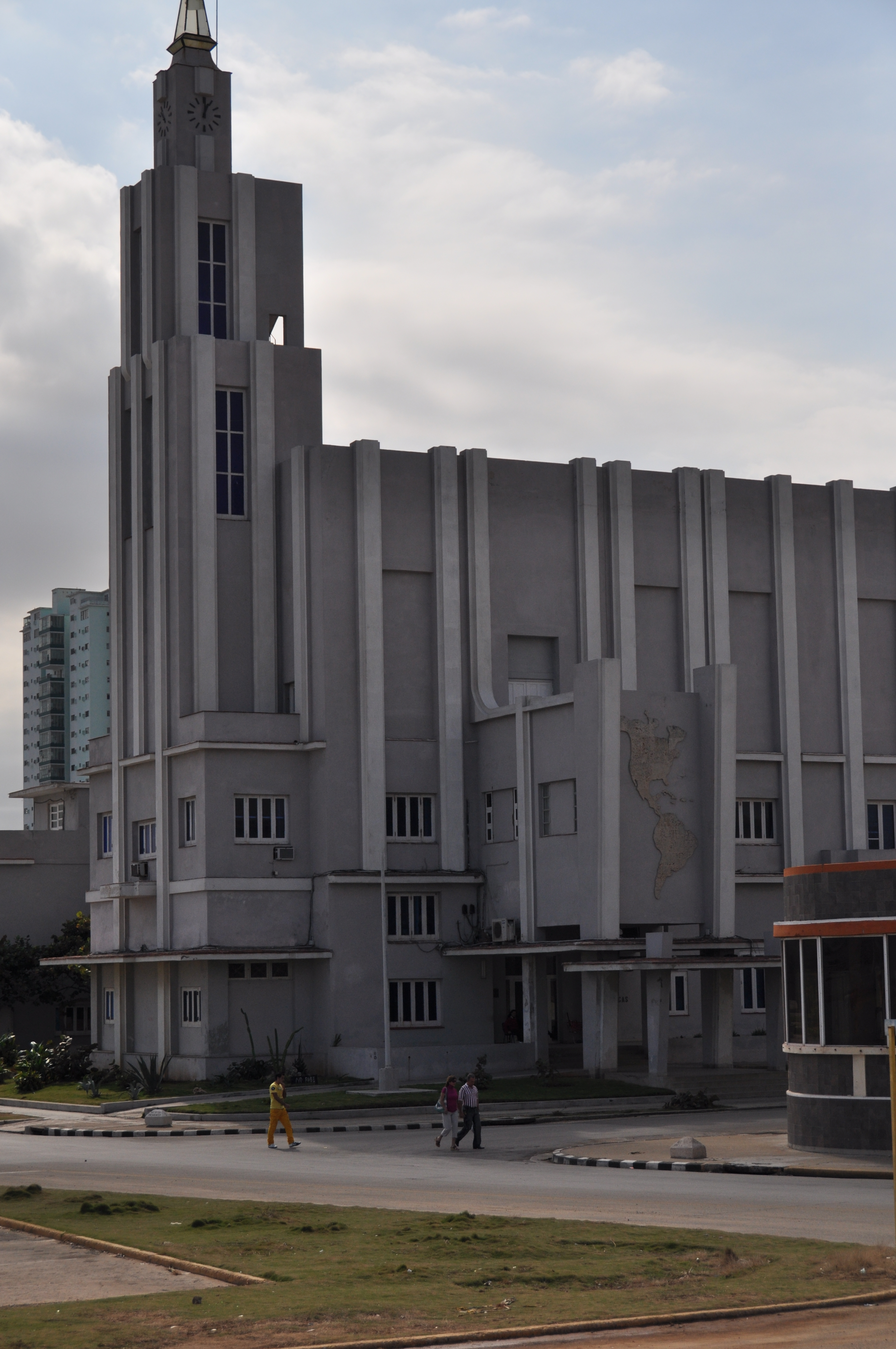
Edifici central de la Casa de las Américas, al barrio El Vedado de l'Havana.

Paral·lelament, per aquests anys, Rodríguez va començar a fer els seus primers recitals en solitari i com a teloner del músic i compositor cubà Cèsar Portillo de la Luz. Cap a la meitat de 1968, va participar en el Festival de la Cançó Protesta, festival internacional organitzat per la Casa de las Américas (fundada i dirigida per Haydée Santamaría), on va coincidir novament amb Pablo Milanés i Noel Nicola.
Aquest tipus de festivals musicals, en els quals prevalia la guitarra i la veu, desenvolupaven des de principis de la dècada de 1960. A aquest fenomen es va sumar la creació el 1966 de La Casa de la Trova, entitat fundada a Santiago de Cuba i posteriorment a Camagüey, Las Tunas, Pinar del Río i L'Havana, organitzant així els cantautors que gestarien la nomenada Nueva Trova Cubana, de la qual Silvio Rodríguez seria un dels seus fundadors.
D'aquesta època són els temes «Fusil contra fusil» i «La era está pariendo un corazón». Aquesta última cançó va ser interpretada per [Omara Portuondo, a qui va conèixer en el seu programa Mientras tanto.

### Grup d'Experimentació Sonora

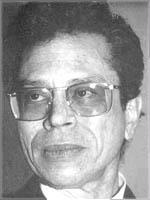
Leo Brouwer, director del «Grup d'Experimentació Sonora de l'Instituto Cubano de Arte e Industria Cinematográficos. ICAIC» (GESI).

Per l'abril de 1969, per iniciativa de Haydée Santamaría i Alfredo Guevara, l'Institut Cubà d'Art i Indústria Cinematogràfics (ICAIC) va fundar el Grup d'Experimentació Sonora del ICAIC (GESI) que, dirigit per Leo Brouwer, funcionava a manera de taller d'aprenentatge per al desenvolupament de bandes sonores i concerts, fusionant la música pop i l'electrònica amb la música tradicional cubana i la incipient Nova Poesia Cubana. A més de Rodríguez, Pablo Milanés i Noel Nicola, el grupo estigué format per Sara González, Emiliano Salvador, Sergio Vitier, Eduardo Ramos, Norberto Carrillo, Carlos Averof, Leoginaldo Pimentel, Pablo Menéndez i Ana Besa, així com pels més experimentats Leonardo Acosta i Lucas de la Guardia. Les classes eren impartides per Federico Smith, Juan Elósegui i el mateix Leo Brouwer.
En aquesta etapa Silvio Rodríguez va llançar el seu primer EP, Pluma en riste, conformat per quatre cançons, i va compondre vàries altres, com ara la coneguda «Canción del elegido», a més a més de «Balada de Elpidio Valdés», «Canción de la Columna Juvenil del Centenario» -en conjunt amb Pablo Milanés per al documental Columna Juvenil del Centenario-, «Canción de la nueva escuela» —per a la película No tenemos derecho a esperar—, «Canción del pasado», «Canción del viejo obrero», «Canción infantil» —per una obra de teatre infantil de teatre comunitari a Sierra Maestra-, «No hay» y «Cuba va» —totes dues per al documental Cuba va, aquesta última al costat de Milanés i Nicola—, «El Rey de las flores», «Hubo un país» —pel documental Columna Juvenil del Centenario—, «Madre», «Tema de los doce» —final de l'obra col·lectiva Granma—, «Un hombre se levanta» —per la teleserie Los comandos del silencio, interpretada per Sara González— i «El hombre de Maisinicú», aquesta última pertanyent a la banda sonora del documental homònim, composta per Rodríguez al costat de Brouwer. Aquestes cançons es van divulgar principalment a través del noticiari ICAIC dirigit pel cineasta Santiago Álvarez Román, a pel·lícules cubanes i posteriorment en àlbums recopilatoris de les obres del GESI.
Segons algunes referències, el grup va funcionar fins a 1976, encara que segons recorda Silvio només ho va fer fins a 1974. En qualsevol cas, va deixar un prolífer llegat musical per al cinema cubà.

### Navegant en el «Playa Girón»

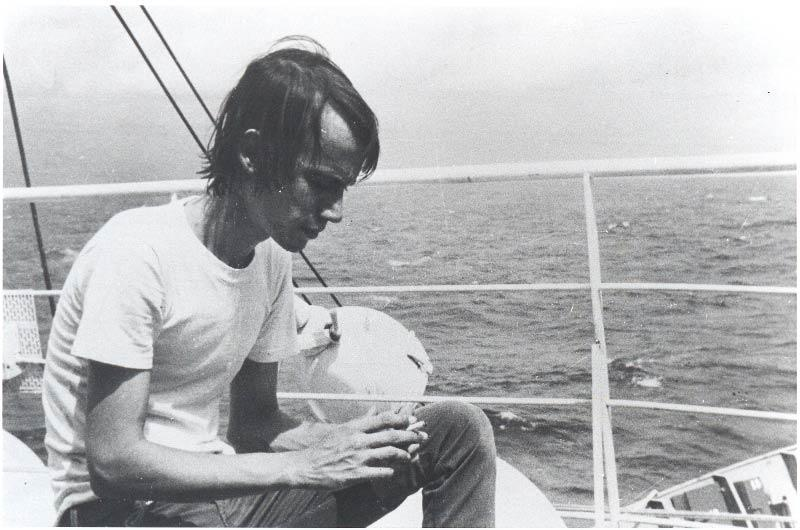
Silvio Rodríguez a bord del Playa Girón.

Encara el 1969, i com esdeveniments paral·lels a l'activitat del Grup d'Experimentació Sonora, Silvio Rodríguez va ser acomiadat pel Govern del seu programa de televisió Mientras tanto, a causa d'unes declaracions seves relacionades amb la música de l'agrupació anglesa The Beatles, els integrants del grup en aquell temps ja vivien als Estats Units.
Amb el seu treball musical obstaculitzat, va decidir embarcar-se en un viatge per mars estrangers, idea que ja havia conversat uns mesos enrere amb Alberto Rodríguez Arufe, secretari de Cultura, Esports i Recreació de la Unió de Joves Comunistes (UJC). Va salpar des de l'Havana en el vaixell d'àrrosegament «Playa Girón». El vaixell, de model Atlantic i construït per armers alemanys, tenia noranta-quatre metres d'eslora i deixava caure les seves xarxes de pesca per la popa. El 26 de setembre de 1969, amb altres cent homes d'edat amitjano vint anys, membres novells de la Flota Cubana de Pesca, amb rumb inicial a l'Illa de Terranova, d'aigües fredes i abundants en bacallà. Tanmateix, el destí va canviar abans de la partida, cap a les illes de Cap Verd i la ciutat de Dakar, a l'Àfrica Occidental.
La travessia va durar cent vint-i-cinc dies. Francisco León, un amic de Rodríguez de l'Institut Cubà d'Art i Indústria Cinematogràfics que havia viscut a França, li va regalar abans del viatge una petita gravadora junt amb tres cassets de noranta minuts, gràcies als quals el cantautor va poder gravar les seixanta-dues cançons que se li van acudir en la nau, de les quals només catorze van acabar editades, i només set tenien alguna cosa a veure amb la seva vida a bord del Playa Girón, així com del retorn en la nau «Océano Pacífico». «Ojalá», «Resumen de noticias», «Cuando digo futuro» i «Playa Girón», són alguns dels seus temes composts en aquests quatre mesos i dos dies de viatge.

### Primeres gires internacionals
Ja de tornada a l'Havana, i amb vint-i-quatre anys, Silvio va reprendre el seu treball musical amb el Grup d'Experimentació Sonora. El febrer de 1970 va realitzar a més a més presentacions a la Sala Hubert de Blanck, mesos més tard va participar regularment al programa radial Lunes Culturales de los Trovadores, de la Unió de Joves Comunistes i sota la col·laboració del Consell Nacional de Cultura (CNC).
El febrer de 1972 va fer el seu primer concert a l'estranger, juntament amb Eduardo Ramos i Augusto Blanca, al III Festival de la Canción Política, organitzat per la Joventut Lliure Alemanya (FDJ) i celebrat al Berlín de la República Democràtica Alemanya. Després va viatjar a Moscou a la Unió Soviètica a on va participar en altres programes de ràdio i televisió.
Al seu retorn a Cuba va néixer Violeta, la seva primera filla. Més tard va tornar a partir a l'estranger, aquesta vegada a Xile, acompanyat pels seus amics Pablo Milanés i Noel Nicola, que havien estat invitats per les Joventuts Comunistes de Xile a través de la cantautora Isabel Parra, filla de Violeta Parra. A Xile, que en aquell temps era governat pel President Salvador Allende, representant de la Unidad Popular, la Nova Cançó Xilena era en el seu major apogeu, amb reconeguts artistes com Isabel i Ángel Parra, Inti-Illimani, Quilapayún o Víctor Jara. Tant aquest últim com Allende moririen a l'any següent, producte del cop d'estat i l'establiment subsegüent de la dictadura de Pinochet, esdeveniments que influirien profundament en la Nova Poesia Cubana.
En acabat aquest concert a Xile, els llaços es van afermar i aquell mateix any el GESI va invitar a l'Havana als cantautors Víctor Jara, Isabel Parra i la seva filla Tita Parra al Primer Encuentro de Música Latinoamericana. A l'illa, Isabel va gravar el seu disc Isabel Parra y parte del Grupo de Experimentación Sonora del ICAIC, acompanyada per alguns músics del GESI, inclosos Pablo Milanés, Sergio Vitier i Silvio Rodríguez, qui a més a més d'aportar amb la seva veu i guitarra, va fer els arranjaments musicals del tema «La compañera rescatable».
A l'any següent, juntament amb Noel Nicola van representar a Cuba en el Festival Internacional de la Nueva Canción Siete Días con el Pueblo celebrat a la República Dominicana. Aquest festival de grans proporcions, en el qual també van participar d'altres connotats artistes, com ara Mercedes Sosa, Ana Belén, Víctor Manuel, Pi de la Serra, Los Guaraguao, Danny Rivera, Roberto Darvin, Sonia Silvestre, Víctor Víctor, Guadalupe Trigo i Expresión Joven, va ser la primera presentació de Silvio davant d'un públic multitudinari.

### Primers discs
El 1974, Silvio va començar a gravar a l'estudi de gravació de l'Orquestra EGREM el que seria el seu primer àlbum oficial, que es llançaria el 1975 sota el nom de Días y flores. Va ser produït pel pianista i compositor Frank Fernández, i dedicat a la seva filla Violeta. Tant a Espanya com a Xile, enmig de les dictadures de Francisco Franco i Augusto Pinochet, el disc va ser parcialment censurat, eliminant-se els temes «Días i flors» i «Santiago de Chile», aquest últim en franca oposició amb el Règim Militar iniciat dos anys enrere. A causa de l'absència de la cançó que dona nom al disc, aquest va canviar el seu nom en els mencionats països pel de Te doy una canción.
El 1976, es va allistar com a combatent a les brigades internacionalistes cubanes per participar en la Guerra Civil Angolesa, enmig de la invasió de l'apartheid sud-africà a Angola. Rodríguez va ser en dues ocasions en el front de combat, col·laborant com a músic per a les tropes cubanes i angoleses.
Després de deixar Angola va realitzar gires per diferents llocs d'Europa i Amèrica, algunes d'elles junt amb l'Orquestra Afrocuba, el grup de jazz Irakere i Diákara, amb els quals va fer alguns enregistraments, i la unió dels quals després es reprendria cap a finals de 1980 i principis de 1990. Va col·laborar també amb treballs de Camerata Brindis de Salas i l'Orquestra Simfònica Nacional.
El 1977 va publicar el seu primer àlbum recopilatori, compost per deu cançons gravades a principi dels anys 1970 amb el GESI i en diferents plays, denominat Cuando digo futuro. La cançó que nomena al disc va ser feta una versió amb acords més moderns el 1986, per a l'àlbum Causas y azares. A més a més apareixen versions de temes que serien publicats en el seu següent àlbum oficial.
A Madrid, en una Espanya ja sense dictadura, va gravar el seu segon disc oficial, Al final de este viaje, en dues sessions de treball i acompanyat només per instruments acústics. Aquest àlbum es va llançar el 1978 i inclou algunes de les seves primeres cançons, com «Ojalá », «La era está pariendo un corazón» y «Canción del elegido».
Aquest mateix any va viatjar per primera vegada als Estats Units, on va actuar al costat de Pete Seeger, i posteriorment a Dinamarca, Noruega i Suècia, invitat a aquest últim país per Olof Palme, líder del Partit Socialdemòcrata.
També el 1978 apareix Antología, el seu segon disc recopilatori, on apareixen els temes «Mariposas», reprès per a l'àlbum homònim de 1999; «El papalote», publicat en el seu àlbum Érase que se era, i «El rey de las flores» gravat per la cantant Soledad Bravo en el seu àlbum Canciones de la nueva trova cubana. El seu següent disc, Mujeres, va aparèixer cap a finals d'aquell any, i també està gravat només amb la seva guitarra, encara que amb una tècnica més depurada. Aquest àlbum, dedicat a la dona en general, és un dels favorits del cantautor per la seva forta càrrega nostàlgica. A aquest treball pertanyen els temes «Qué hago ahora», «Y nada más» y «A dónde van».
El 1980 es va llançar Rabo de nube, la seva quarta placa oficial, dedicada al vintè aniversari de la Revolució cubana, i amb la participació del seu amic, el músic Frank Fernández, així com de la seva germana Anabell López en el tema «Te amaré», i de Tita Parra, filla d'Isabel Parra, en «Testamento». Aquest mateix any va realitzar una nova gira pels Estats Units al costat de Pablo Milanés, país al qual no tornaria sinó fins trenta anys més tard.

### Àlbums orquestrats i consagració
El 1982, a dos anys de Rabo de Nube, va aparèixer el seu cinquè àlbum oficial, Unicornio, que inclou el seu famós tema homònim, i on està acompanyat, a diferència d'en els seus àlbums anteriors, per una orquestra en la qual destaquen els instruments de corda. És a través d'aquest disc, que inclou «Canción urgente para Nicaragua», en homenatge a la Revolució Sandinista, que Silvio Rodríguez va adquirir notorietat internacional, de forma especial als països de parla hispana.
Un any més tard, el 1984, va visitar per primera vegada Argentina al costat de Pablo Milanés, en el context de la recentment acabat Procés de Reorganització Nacional que va viure el mencionat país entre 1976 i 1983. Del mencionat concert va sorgir l'àlbum En vivo en Argentina, on van col·laborar els músics argentins Víctor Heredia, Quartet Zupay, Piero De Benedictis, León Gieco, Antonio Tarragó Ros i César Isella.
Aquest mateix any va llançar l'àlbum triple Tríptico, originàriament com tres volums independents, però que més tard es comercialitzarien també junts. En aquest disc van col·laborar, entre d'altres, la seva germana Anabell López, Pancho Amat, Frank Fernández, el Grup Manguaré i Pablo Milanés al costat de la seva banda.
L'any 1985 va col·laborar en l'àlbum Querido Pablo de Milanés, i va començar una gira amb l'Orquestra Afrocuba dirigida per Oriente López, ambde poc més d'una desena de músics. Cap a finals d'aquest any van tocar en el Palau d'Esports de la Comunitat de Madrid, a Espanya. A l'any següent, Silvio i Afrocuba van gravar a Madrid el setè àlbum de Rodríguez, el disc doble Causas y azares, dedicat al poeta cubà Luis Rogelio Nogueras.
El 1987 llança a Cuba al costat del cantautor porto-riqueny Roy Brown i Afrocuba l'àlbum Árboles, incloent-hi dos temes de la seva autoria. L'àlbum seria més tard en 1996 reactivat a Espanya com disc compacte.
No serà fins a 1988 en què apareixeria el seu nou disc oficial, també doble, ¡Oh, melancolía!, gravat novament en companyia d'Afrocuba i realitzat a Londres i L'Havana. El seu tema «Yo soy de donde hay un río» va ser escollida per a la banda sonora d'una pel·lícula espanyola del mateix nom.
Des de 1989 va començar a col·laborar amb diversos artistes emergents, com ara els espanyols Taller Canario i alguns músics de la trucada Novísima Trova Cubana, com és el cas del seu compatriota Carlos Varela. El 1990 va partir a una nova gira, aquesta vegada amb el grup Irakere i el pianista Chucho Valdés. Després del terme de la dictadura a Xile, van realitzar en aquest país un concert en l'Estadi Nacional de Santiago, davant vuitanta mil persones, del qual sortiria el primer àlbum en directe que seria considerat com a oficial en la seva discografia, un àlbum triple com disc compacte titulat Silvio Rodríguez en Chile, que inclou cançons inèdites com ara «Venga la esperanza» o «El hombre extraño», dedicada a Víctor Jara.
Durant 1992 va realitzar una nova gira amb Diákara, agrupant músics tant d'Afrocuba com Irakere, en el que seria la seva preparació per a la seva sèrie d'àlbums de la nova dècada, que destacarien per una important millora en la seva qualitat de gravació.

### Trilogia i la fi de segle
El 1992 va aparèixer el seu novè àlbum d'estudi, Silvio, com a primera part de la trilogia que es completaria amb Rodríguez (1994) i Domínguez (1996) i que s'estendria a una tetralogia amb Descartes (1998), disc que inclouria aquells temes que es van descartar per als tres anteriors. Rodríguez està dedicat al seu pare Dagoberto Rodríguez, mort aquest mateix any (1923-1994), mentre que Domínguez està dedicat a la seva mare Algeria Domínguez. Descartes, d'altra banda, està dedicat per a tots dos.
Aquesta trilogia estava pensada per regressar al so acústic sense l'ús d'orquestres, i destaca per la seva bona qualitat de so. Finalment, inclouria gairebé exclusivament l'ús de guitarra i contrabaix, amb alguns acompanyaments de percussió i elements elèctrics en Domínguez, on van participar la seva mare Algeria, cantant «El viento eres tú», i la seva germana Anabell López, en «Si seco un llanto». Al quadern dels discs, Silvio explica l'origen d'algunes de les seves cançons. El tema «Debo» de Rodríguez seria el tema principal de la pel·lícula argentina de 1995 Fotos del alma, del director Diego Musiak. Entre els dos primers discs de la trilogia, va gravar a més a més amb Luis Eduardo Aute el 1993 a Espanya l'àlbum en directe Mano a mano.
Acabada la tetralogia, el 1993 va assumir el seu primer càrrec polític, com a diputat de l'Assemblea Nacional del Poder Popular de Cuba, càrrec que ocuparia durant quinze anys.
Un any més tard, va editar junt amb el guitarrista Rey Guerra el disc Mariposas, amb la col·laboració de la companya de Silvio, la flautista i clarinetista Niurka González, tocant la flauta en dos temes. Aquest àlbum no va assolir l'impacte dels anteriors, i el seu nom va ser escollit per ser el símbol de les ànimes guerreres segons la mitologia dels nahues, ètnia precolombina que habitava la zona del Valle de Mèxic.
Ja aviat al canvi de mil·lenni, va ser escollit a Cuba al costat d'Ernesto Lecuona com el millor compositor cubà del segle xx. A més a més, al costat de Joan Manuel Serrat, va rebre el premi al millor cantautor hispanoamericà de la segona meitat de segle.

## Discografia
Silvio Rodríguez considera entre els seus àlbums oficials tant els seus àlbums d'estudi com el disc en viu Silvio Rodríguez en Chile. La seva discografia inclou, a més a més dels seus àlbums oficials, més de mig centenar de participacions en àlbums col·lectius i col·laboracions amb altres artistes.
| Any     | Títol                      | Discogràfica                      |
| ------- | -------------------------- | --------------------------------- |
| 1968-69 | Pluma en ristre            | EGREM-CNC                         |
| 1975    | Días y flores              | EGREM, Ojalá, Fonomusic           |
| 1975    | Te doy una canción         | EGREM, Ojalá, Fonomusic           |
| 1977    | Cuando digo futuro         | EGREM, Ojalá, Fonomusic           |
| 1978    | Al final de este viaje     | EGREM, Ojalá, Fonomusic           |
| 1978    | Antología                  | EGREM, Ojalá, Fonomusic           |
| 1979    | Mujeres                    | EGREM, Ojalá, Fonomusic           |
| 1980    | Rabo de nube               | EGREM, Ojalá, Fonomusic           |
| 1982    | Unicornio                  | EGREM, Ojalá, Fonomusic           |
| 1984    | Tríptico                   | EGREM, Ojalá, Fonomusic           |
| 1986    | Causas y azares            | Sonoland                          |
| 1987    | ¡Oh, melancolía!           |                                   |
| 1987    | Memorias                   |                                   |
| 1990    | Silvio Rodríguez en Chile  |                                   |
| 1990    | España y Argentina en vivo |                                   |
| 1991    | Canciones urgentes         |                                   |
| 1992    | Silvio Autobiográfico      |                                   |
| 1992    | Silvio                     | Jerzy Belc y Jorge                |
| 1994    | Rodríguez                  | EGREM                             |
| 1996    | Domínguez                  | Jezy Belc y Miguel Angel Bárzagas |
| 1998    | Descartes                  | Jurek y Maykel                    |
| 1999    | Mariposas                  | Ojalá                             |
| 2002    | Expedición                 |                                   |
| 2003    | Cita con ángeles           | EGREM, Ojalá                      |
| 2006    | Érase que se era           | EGREM, Ojalá                      |
| 2010    | Segunda cita               |                                   |
| 2015    | Amoríos                    |                                   |

## Obra escrita
- Canciones del mar, Ediciones Ojalá, La Habana, 1996. ISBN 959-04-0034-5.
- Antología, Volumen 1, Ediciones Ellago, Madrid, 2004. ISBN 84-95881-40-3.
- Antología, Volumen 2, Ediciones Ellago, Madrid, 2004. ISBN 84-95881-44-6.
- Antología, Volumen 3, Ediciones Ellago, Madrid, 2005. ISBN 84-95881-52-7.
- Antología, Volumen 4, Ediciones Ellago, Madrid, 2005. ISBN 84-95881-63-2.
- Silvio Rodríguez / Te doy una canción, Ediciones Temas de Hoy, Madrid, 2006. ISBN 84-8460-605-8.